# (22415) Humeivey
(22415) Humeivey est un astéroïde de la ceinture principale.

## Description
(22415) Humeivey est un astéroïde de la ceinture principale. Il fut découvert le 19 octobre 1995 à Kitt Peak par le projet Spacewatch. Il présente une orbite caractérisée par un demi-grand axe de 2,46 UA, une excentricité de 0,15 et une inclinaison de 7,6° par rapport à l'écliptique.